# Coincya transtagana
Coincya transtagana là một loài thực vật có hoa trong họ Cải. Loài này được (Cout.) Clem.-Muñoz & Hern.-Berm. mô tả khoa học đầu tiên năm 1986.